# Eumichtis rubrimixta
Eumichtis rubrimixta är en fjärilsart som beskrevs av George Francis Hampson 1905. Eumichtis rubrimixta ingår i släktet Eumichtis och familjen nattflyn. Inga underarter finns listade i Catalogue of Life.